# 水落河
水落河亦称稻城河，位于中国四川西南。为金沙江一级支流，属左岸支流。发源于稻城县北海子山，先趋东南，后转向南，在四川、云南交界的三江口汇入金沙江。流经稻城县城。全长321公里，落差3024米。上游河谷开阔，下游河谷深切，水流较急。
左岸支流有拉波河，右岸支流有巨弄河、赤土河、东义河。